# Homokkomárom
Homokkomárom is een plaats (község) en gemeente in het Hongaarse comitaat Zala. Homokkomárom telt 230 inwoners (2001).

## Luchtfoto's van Homokkomárom

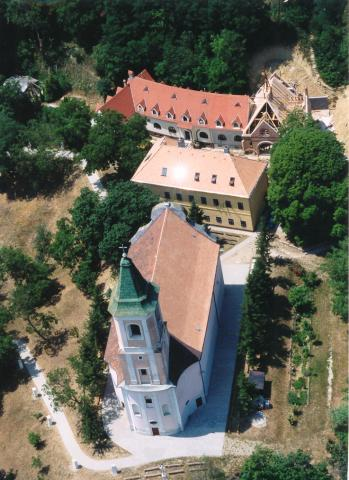
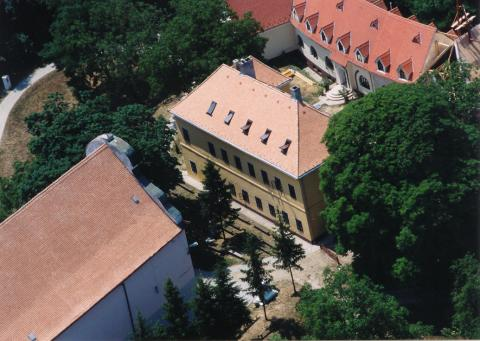
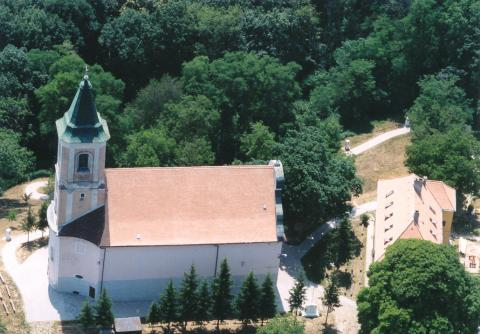